# Юніон-Сіті (Джорджія)
Юніон-Сіті (англ. Union City) — місто (англ. city) в США, в окрузі Фултон штату Джорджія. Населення — 26 830 осіб (2020).

## Географія
Юніон-Сіті розташований за координатами 33°35′38″ пн. ш. 84°33′45″ зх. д. / 33.59389° пн. ш. 84.56250° зх. д. (33.593837, -84.562630).  За даними Бюро перепису населення США в 2010 році місто мало площу 49,91 км², з яких 49,50 км² — суходіл та 0,41 км² — водойми.

## Демографія
Згідно з переписом 2010 року, у місті мешкало 19 456 осіб у 7788 домогосподарствах у складі 4635 родин. Густота населення становила 390 осіб/км².  Було 9072 помешкання (182/км²).
Расовий склад населення:
| - 82,3 % — чорних або афроамериканців - 11,1 % — білих - 0,9 % — азіатів - 0,2 % — корінних американців - 3,2 % — осіб інших рас |

До двох чи більше рас належало 2,3 %. Частка іспаномовних становила 7,0 % від усіх жителів.
За віковим діапазоном населення розподілялося таким чином: 31,6 % — особи молодші 18 років, 60,4 % — особи у віці 18—64 років, 8,0 % — особи у віці 65 років та старші. Медіана віку мешканця становила 30,5 року. На 100 осіб жіночої статі у місті припадало 76,0 чоловіків;  на 100 жінок у віці від 18 років та старших — 66,5 чоловіків також старших 18 років.
Середній дохід на одне домашнє господарство  становив 39 956 доларів США (медіана — 34 966), а середній дохід на одну сім'ю — 44 898 доларів (медіана — 37 968). Медіана доходів становила 35 103 долари для чоловіків та 35 632 долари для жінок. За межею бідності перебувало 27,1 % осіб, у тому числі 40,5 % дітей у віці до 18 років та 14,2 % осіб у віці 65 років та старших.
Цивільне працевлаштоване населення становило 7666 осіб. Основні галузі зайнятості: освіта, охорона здоров'я та соціальна допомога — 18,3 %, транспорт — 12,4 %, мистецтво, розваги та відпочинок — 11,6 %.